# Belojarskij rajon
Il Belojarskij rajon è un rajon (distretto) del Circondario Autonomo degli Chanty-Mansi-Jugra, nella Russia siberiana.